# Pelidnota degallieri
Pelidnota degallieri är en skalbaggsart som beskrevs av Soula 2010. Pelidnota degallieri ingår i släktet Pelidnota och familjen Rutelidae. Inga underarter finns listade i Catalogue of Life.